# Syntormon monilis
Syntormon monilis är en tvåvingeart som först beskrevs av Alexander Henry Haliday 1851.  Syntormon monilis ingår i släktet Syntormon och familjen styltflugor. Inga underarter finns listade i Catalogue of Life.